# Aeroportul Neuchâtel
Aeroportul Neuchâtel (IATA: QNC, ICAO: LSGN) este un aeroport din Colombier⁠(d), Milvignes⁠(d), Cantonul Neuchâtel, Elveția. A fost deschis în 1955 și numit după Neuchâtel.
Situat la o altitudine de 435 m, aeroportul dispune de 2 piste.

## Infrastructură

### Piste
Aeroportul dispune de 2 piste. Pista 05/23 are suprafața de asfalt și dimensiunile 700 m × 20 m. Pista 05/23 GRASS are suprafața de Iarbă și dimensiunile 550 m × 30 m. 